# Nomy Rosenberg
Nomy Rosenberg (* 22. Mai 1984 in Helmond) ist ein niederländischer Gitarrist des Gypsy-Jazz.

## Leben und Wirken
Der aus einer Sinti-Familie stammende Rosenberg ist der Cousin von Mozes, Nonnie, Nous’che und Stochelo Rosenberg. Von seinem Vater Mekkie Rosenberg ins Spiel der Gitarre eingeführt und von seinem älteren Bruder Jimmy Rosenberg von klein auf trainiert, trat er bereits als Kind in vielen Jamsessions und Konzerten auf; er spielte Rhythmusgitarre auf dessen Album Trio (2004) und auf der DVD Jimmy Rosenberg at the Bimhuis (2007). Mit seinem Bruder konzertierte er auf wichtigen Jazzfestivals und spielte mit George Benson, Les Paul und Eric Clapton.
2008 legte Rosenberg mit seinem Nomy Rosenberg Trio (zu dem Ringo Steinbach an der Rhythmusgitarre und Arnoud van den Berg am Kontrabass gehörten) sein Debütalbum Reily vor, das 2013 auch bei Big Bear Records veröffentlicht wurde.